# 神野良
神野 良（かんの りょう、1851年（嘉永4年3月）- 1910年（明治43年）7月15日）は、明治時代の政治家。衆議院議員（1期）。

## 経歴
能登国鹿島郡、のちの石川県鹿島郡徳田村（現七尾市）に生まれる。地租改正総代を経て、1876年（明治9年）啓明学校（のち中学師範学校）に入り、同副塾長に抜擢される。鹿島郡山林改租総代、農事通信委員を経て、中山長吉らと共に七尾町（現七尾市）にて勧業博覧会を開催した。1879年（明治12年）居村外12箇村戸長に就任し、ついで石川県会議員、村会議員、連合会議員を経て、石川県に出仕し1881年（明治14年）まで務めたのち再び県議に当選した。1882年（明治15年）3月、県会副議長に挙げられ、常置委員、郡内連合町村会議員、学区会議員を兼ねた。ほか、七尾鉄道重役を務めたのち、支那に渡り貿易に従事した。
1890年（明治23年）7月の第1回衆議院議員総選挙では石川県第3区から出馬し当選。議員集会所に所属し衆議院議員を1期務めた。